# 安乐彝族仡佬族乡
安乐彝族仡佬族乡是中华人民共和国贵州省毕节市大方县下辖的一个民族乡。

## 行政区划
安乐彝族仡佬族乡下辖以下村级行政区划单位：
尚寨村、安乐村、偏坡村、营脚村、青松村、白宫村、岩脚村和坪坝村。